# Ignacio Prado
Pour les articles homonymes, voir Prado.
Prado  Juárez est un nom espagnol. Le premier nom de famille, en général paternel, est Prado ; le second, en général maternel, souvent omis, est Juárez.
Ignacio Prado Juárez, né le 21 septembre 1993 à León (Mexique), est un coureur cycliste mexicain. Il pratique le cyclisme sur route et sur piste.

## Biographie
Le père d'Ignacio Prado était lui-même cycliste. Il décide d'emmener son fils à une course cycliste à l'occasion d'un festival dans la région d'El Coecillo. Bien que sans entraînement, Ignacio Prado participe avec succès à cette course, incitant son père a lui acheté son propre vélo. À l'âge de 15 ans, il participe à sa première course officielle.
Lors des championnats panaméricains sur route de 2014, il remporte la médaille d'argent du contre-la-montre espoirs. L'année suivante, aux championnats panaméricains, il s'adjuge deux titres en contre-la-montre espoirs et en course scratch. Il remporte également deux médailles d'argent lors des Jeux panaméricains, en contre-la-montre et en omnium. 
Lors des mondiaux sur piste 2016 à Londres, il est vice-champion du monde du scratch. À la suite de cette médaille, sa première au niveau mondial, il décide de mettre de côté la route, pour se concentrer sur la piste et en particulier sur l'épreuve de l'omnium (dont une des six épreuves est le scratch). Il espère être sélectionné par sa fédération pour représenter le Mexique aux Jeux olympiques de 2016 à Rio.

## Palmarès sur route

### Par années
- 2012
  - 4e étape de la Ruta del Centro
- 2013
  - 3e du championnat du Mexique du contre-la-montre espoirs
- 2014
  -  Champion du Mexique du contre-la-montre espoirs
  - 2e étape du Tour du Mexique
  -  Médaillé d'argent du championnat panaméricain du contre-la-montre espoirs
- 2015
  -  Champion panaméricain du contre-la-montre espoirs
  -  Champion du Mexique sur route
  -  Champion du Mexique sur route espoirs
  -  Champion du Mexique du contre-la-montre espoirs
  - 1re étape de la Tucson Bicycle Classic
  - 1re étape du Tour du Mexique
  - Tour du Michoacán :
    - Classement général
    - 1re étape

  -  Médaillé d'argent du contre-la-montre aux Jeux panaméricains
- 2017
  -  Champion du Mexique du contre-la-montre
- 2018
  - 6e étape du Tour du Michoacán
- 2019
  -  Champion du Mexique sur route
  -  Médaillé d'argent de la course en ligne aux Jeux panaméricains
  - 2e du championnat du Mexique du contre-la-montre
  -  Médaillé de bronze du championnat panaméricain du contre-la-montre
- 2020
  -  Champion du Mexique du contre-la-montre
- 2021
  -  Champion du Mexique du contre-la-montre
- 2022
  -  Champion du Mexique du contre-la-montre
  - 1re étape du Tour de l'Équateur
- 2023
  -  Champion du Mexique du contre-la-montre
  - 2e étape du Tour of the Gila

### Classements mondiaux
| Année                                 | 2013 | 2014 | 2015 | 2016 | 2017  | 2018  | 2019 | 2020 | 2021 | 2022  | 2023  | 2024  |
| ------------------------------------- | ---- | ---- | ---- | ---- | ----- | ----- | ---- | ---- | ---- | ----- | ----- | ----- |
| Classement mondial                    |      |      |      | nc   | 1417e | 1551e | 239e | 737e | 601e | 2511e | 2325e | 1229e |
| UCI America Tour                      | 283e | 126e | 26e  | nc   | 134e  | 163e  | 18e  | 53e  | 60e  | 429e  | nc    | nc    |
|                                       |      |      |      |      |       |       |      |      |      |       |       |       |
| Légende : nc = non classéSource : UCI |      |      |      |      |       |       |      |      |      |       |       |       |

## Palmarès sur piste

### Jeux olympiques
- Rio 2016
  - 15e de l'omnium

### Championnats du monde
- Londres 2016
  -  Médaillé d'argent de la course scratch.
  - 17e de l'omnium[4].
- Apeldoorn 2018
  - 14e de l'omnium[5].
- Pruszków 2019
  - 19e de l'omnium[6].
- Berlin 2020
  - Huitième de la course scratch[7].
  - 21e de l'omnium[8].

### Coupe du monde
- 2018-2019
  - 2e de l'omnium à Londres

### Championnats panaméricains
- Aguascalientes 2014
  - Quatrième de la poursuite individuelle[9].
- Santiago 2015
  -  Médaillé d'or de la course scratch.
  -  Médaillé d'argent de l'omnium.
- Couva 2017
  -  Médaillé d'or de l'omnium.
  -  Médaillé de bronze de la poursuite individuelle.
- Aguascalientes 2018
  -  Médaillé de bronze de la poursuite par équipes
  -  Médaillé de bronze de l'omnium
- Cochabamba 2019
  -  Champion panaméricain de course à l'américaine (avec Ignacio Sarabia)
  -  Médaillé d'argent du scratch
  -  Médaillé d'argent de l'omnium
- Los Angeles 2024
  - Cinquième de la poursuite par équipes[10]

### Jeux panaméricains
- Toronto 2015
  -  Médaillé d'argent de l'omnium
- Lima 2019
  -  Médaillé d'argent de l'omnium

### Jeux d'Amérique centrale et des Caraïbes
- Veracruz 2014
  -  Médaillé d'argent de la poursuite
  -  Médaillé d'argent de la poursuite par équipes
- Barranquilla 2018
  -  Médaillé d'or de la poursuite individuelle
  -  Médaillé d'or de la poursuite par équipes
  -  Médaillé d'argent de l'omnium
- San Salvador 2023
  -  Médaillé d'or de l'américaine
  -  Médaillé d'argent de la poursuite par équipes

### Championnats nationaux
- 2014
  - 3e du championnat du Mexique de poursuite
- 2015
  -  Champion du Mexique de poursuite
- 2018
  -  Champion du Mexique de poursuite
  - 3e du championnat du Mexique de l'omnium
  - 3e du championnat du Mexique de l'américaine
  - 3e du championnat du Mexique du scratch
- 2020
  -  Champion du Mexique de l'américaine (avec Ulises Castillo)
  - 2e du championnat du Mexique de l'omnium
- 2023
  -  Champion du Mexique du scratch
  - 2e du championnat du Mexique de poursuite
  - 2e du championnat du Mexique de l'élimination
  - 2e du championnat du Mexique de l'omnium
  - 2e du championnat du Mexique de l'américaine